# Insurreição jihadista no Níger
A insurreição islamista no Níger ou insurgência jihadista no Níger é um conflito armado entre o governo do Níger e os grupos jihadistas salafistas. Ocorre no contexto da Guerra do Sahel.

## Contexto
Vários grandes ataques ocorreram no Níger durante as décadas de 2010 e 2020.
O Níger enfrenta insurgências jihadistas tanto em suas regiões ocidentais (como resultado do alastramento da Guerra do Mali) quanto em sua região sudeste (como resultado do alastramento da insurgência islâmica na Nigéria). A insurgência na região oeste do país começou com incursões em 2015 e intensificou-se a partir de 2017, com massacres realizados por grupos afiliados à al-Qaeda e ao chamado Estado Islâmico. Em suas regiões do sudeste, por sua vez, o Níger combate principalmente os insurgentes do Boko Haram.

## Desenvolvimento

### 2015-2020
Em 25 de abril de 2015, no Lago Chade, 46 soldados e 28 civis são mortos em um ataque do Boko Haram a uma posição do exército em Karamga. (Ver: Segunda batalha de Karamga)
Em 18 de junho de 2015, nas aldeias de Lamana e Ngouamo, 38 pessoas, a maioria mulheres e crianças, são mortas em dois ataques do Boko Haram.
Em 3 de junho de 2016 ocorre um ataque massivo do Boko Haram em Bosso causando 26 baixas  militares e uma centena feridos. Vários civis são mortos. Os assaltantes assumem o controle do município até que o exército intervenha no dia seguinte. Cinquenta invasores são mortos. (ver: Batalha de Bosso (2016))
Em 23 de fevereiro de 2017, quinze soldados do exército nigerino foram mortos e dezenove outros ficaram feridos em um ataque terrorista a uma patrulha militar na região de Ouallam.
Em 10 de dezembro de 2019 (Ataque de Inates de dezembro de 2019) e em 9 de janeiro de 2020 (Ataque de Chinégodar), ocorreram dois ataques jihadistas contra o acampamento militar de Inates e de Chinégodar, no oeste do país. 71 e 89 soldados morreram, respectivamente. Ambos foram reivindicados pelo Estado Islâmico, bem como os de 25 de dezembro em Sanam, em que mataram 14 soldados.

### 2021
2021 foi o primeiro ano em que os ataques foram realizados com frequência no país. Os ataques foram realizados todos os meses daquele ano.

#### Janeiro
A 2 de janeiro, as aldeias de Tchombangou e Zaroumdareye, que estão separadas por sete quilômetros, foram atacadas por vários militantes. O ataque deixou inicialmente 79 pessoas mortas e 75 feridas. Das vítimas falecidas, 49 foram mortas em Tchombangou e 30 em Zaroumdareye. Um dia após o ataque, mais 21 pessoas foram encontradas mortas e outras sucumbiram aos ferimentos em Tchombangou, elevando o número total de mortos para 100. Em 8 de janeiro, o porta-voz do Alto-comissariado das Nações Unidas para os Refugiados disse que 73 pessoas foram mortas na aldeia de Tchouma Bangou e 32 em Zaroumdareye, totalizando 105 mortos. O governo nigerino despachou soldados para a fronteira após os ataques. Os agressores são militantes islamistas que chegaram às aldeias enquanto cruzavam a fronteira do Mali.
Algum tempo antes do massacre, dois militantes islamistas que foram vistos na área foram mortos pelos moradores locais. Esses ataques são suspeitos de serem uma retaliação por esses assassinatos, de acordo com o Ministro do Interior do país.

#### Fevereiro
Em 21 de fevereiro, sete membros da comissão eleitoral foram mortos e três outros ficaram feridos em uma explosão de mina terrestre em Tillabéri. O ataque foi realizado no mesmo dia do segundo turno da eleição presidencial.

#### Março
Em 16 de março, homens armados em motocicletas atacaram um comboio que regressava de um mercado em Banibangou, na fronteira com o Mali, para uma aldeia próxima na região de Tillabéri, no sudoeste do Níger, matando 58 pessoas.
Em 21 de março, militantes em motocicletas atacaram Intazayene, Bakorat e Wistan, três vilarejos na região de Tahoua perto da fronteira com o Mali, matando 137 pessoas. O número de mortos faria do ataque o mais mortal cometido por jihadistas na história do Níger. O presidente recém-eleito Mohamed Bazoum condenou os ataques e declarou três dias de luto nacional.
Em 24 de março, pelo menos dez pessoas foram mortas durante ataques em duas aldeias na região de Tillabéri.

#### Abril a maio
Em 18 de abril, pelo menos 19 civis foram mortos e dois ficaram feridos quando homens armados invadiram uma aldeia na região de Tillabéri.
Em 3 de maio, uma patrulha militar foi emboscada na região de Tahoua, resultando na morte de 16 soldados e no ferimento de mais seis.
Em 12 de maio, cinco aldeões foram mortos e mais dois ficaram feridos depois que militantes invadiram a aldeia de Fantio, na região de Tillabéri, durante as comemorações do Eid al-Fitr.
Em 30 de maio, quatro civis e quatro soldados foram mortos durante um ataque realizado por militantes do Boko Haram na cidade de Diffa, na região de Diffa. Os jihadistas atacaram a cidade no final da tarde, em cerca de quinze veículos, mas foram repelidos pelas forças de segurança que responderam durante um longo tiroteio, no qual seis agressores foram mortos.

#### Junho
Em 25 de junho, homens armados atacaram um vilarejo e localidades próximas, matando um total de 19 civis. Inicialmente, os agressores invadiram a aldeia Danga Zawne, na região de Tillabéri, matando três pessoas. Posteriormente, atacaram fazendas próximas, matando as outras dezesseis pessoas.
Em 29 de junho, combatentes do Boko Haram atiraram contra um ônibus ao longo da estrada entre Diffa e Mainé-Soroa, matando quatro civis, incluindo o motorista do ônibus, dois moradores e um chefe da aldeia; mais dois ficaram feridos. Os combatentes então seguiram para outra estrada e dispararam contra um grupo de soldados, ferindo seis deles. Um tiroteio eclodiu e treze terroristas foram mortos.

#### Julho
Em 2 de julho, cerca de 100 “terroristas” fortemente armados em motocicletas atacaram o vilarejo de Tchoma Bangou, matando quatro civis. As forças de segurança responderam ao ataque, iniciando um tiroteio, resultando na morte de cinco soldados e 40 terroristas.
Em 25 de julho, quatorze pessoas foram mortas e uma ficou ferida quando homens armados invadiram a aldeia de Wiye. Nove das vítimas são mortas enquanto trabalhavam nos campos.
Em 28 de julho, 19 civis foram mortos e mais cinco ficaram feridos quando militantes invadiram o vilarejo de Deye Koukou na área de Banibangou, perto da fronteira com o Mali.

#### Agosto
Em 1 de agosto, militantes islamistas emboscaram e atacaram um grupo de soldados em Torodi, região de Tillabéri. Enquanto os soldados fugiam e carregavam os feridos, uma bomba explodiu. Quinze soldados foram mortos no ataque, enquanto outros seis ficaram desaparecidos.
Em 16 de agosto, homens armados em motocicletas invadiram o vilarejo de Darey-Daye e dispararam contra civis que cuidavam de seus campos, matando 37 pessoas, incluindo catorze crianças.
Em 20 de agosto, homens armados atiraram contra civis que rezavam em uma mesquita na aldeia de Theim, na região de Tillaberi, matando 16 pessoas.
Em 25 de agosto, centenas de militantes do Boko Haram atacaram um posto militar em Diffa, matando 16 soldados e ferindo outros nove. No tiroteio que se seguiu, cerca de 50 insurgentes islamistas foram mortos.

#### Outubro a dezembro
Em 11 de outubro, dez pessoas foram mortas e outra ficou ferida quando homens armados dispararam contra uma mesquita no vilarejo de Abankor.
Em 18 de outubro, homens armados atiraram contra uma delegacia de polícia em Tillaberi, matando três policiais e ferindo outros sete.
Em 20 de outubro, seis membros da Guarda Nacional do Níger foram mortos e vários outros ficaram feridos quando homens armados emboscaram um comboio que transportava o prefeito de Bankilare e seus guarda-costas, que escaparam ilesos.
Em 2 de novembro, homens armados do Estado Islâmico no Grande Saara atacaram uma delegação liderada pelo prefeito de Banibangou, matando 69 pessoas. O prefeito e o líder de uma milícia de autodefesa estavam entre os mortos.
Em 4 de novembro, quinze soldados foram mortos quando homens armados atacaram um posto militar no vilarejo de Anzourou.
Em 5 de dezembro, centenas de rebeldes equipados com motocicletas realizam um incursão contra uma base militar internacional em Tillabéri, matando 29 soldados. 79 dos invasores foram mortos.